# Meiji
L'Imperatore Meiji (明治天皇?, Meiji Tennō; Kyoto, 3 novembre 1852 – Tokyo, 30 luglio 1912) è stato il 122º imperatore del Giappone secondo il tradizionale ordine di successione, dal 3 febbraio 1867 sino alla sua scomparsa, avvenuta il 30 luglio 1912. Guidò l'impero in un contesto di grandi cambiamenti, vedendolo mutare da uno stato feudale a una potenza mondiale capitalistica e imperialistica attraverso la rivoluzione industriale giapponese. Il suo nome personale era Mutsuhito (睦仁?) e, sebbene a volte all'estero venga chiamato imperatore Mutsuhito, in Giappone ci si riferisce agli imperatori deceduti solo con il loro nome postumo. Il suo titolo onorifico era Principe Sachi (祐宮?, Sachi-no-miya).
Al momento della sua nascita, il Giappone era un impero isolato e pre-industriale, controllato da secoli dallo shogunato Tokugawa e dai daimyō, che regnavano su oltre duecentocinquanta domini decentralizzati del paese. Alla sua scomparsa, il Giappone aveva attraversato grandi cambiamenti a livello politico, sociale ed economico, ed era emerso come una delle grandi potenze a livello internazionale. Tali importanti mutamenti divennero noti come "rinnovamento Meiji": questo catalizzò l'industrializzazione del Giappone e portò la nazione ad assurgere a potenza militare nel 1905, al motto di "Ricchezza nazionale e forza militare" (?, fukoku kyohei, lett. "Paese ricco, esercito forte"). Sempre durante il regno Meiji, con la sconfitta dello shogunato e la restaurazione dell'autorità imperiale, la capitale imperiale fu trasferita da Kyoto alla vecchia capitale shogunale Edo, più tardi rinominata Tokyo ("capitale orientale"). Gli successe il principe ereditario Yoshihito, futuro imperatore Taishō.

## Biografia

### Primi anni
Mutsuhito nacque il 3 novembre 1852 nel palazzo imperiale di Kyoto, a quell'epoca residenza dell'imperatore del Giappone. Era figlio dell'imperatore Osahito e di una sua concubina, Nakayama Yoshiko (1836-1907), di stirpe Fujiwara.
Il giovane principe ereditario nacque in un Giappone fortemente travagliato dalla crisi politica e sociale derivante dai "trattati ineguali", che lo shogunato, retto dalla famiglia Tokugawa, era stato costretto ad accettare dopo la comparsa delle navi nere, bastimenti statunitensi al comando del commodoro Matthew Perry, il quale, nel luglio 1853, sotto minaccia di un bombardamento, aveva costretto lo shōgun in carica, Tokugawa Ieyoshi, ad aprire il paese asiatico al commercio estero con l'Occidente, abbandonando la secolare politica di isolamento messa in atto dal bakufu, il governo shogunale.
Le reazioni a questa ingerenza straniera non si fecero attendere e, ben presto, nel paese si crearono due partiti contrapposti: uno, di sentimenti xenofobi e conservatori, più vicino alla corte imperiale di Kyoto, che voleva l'espulsione degli stranieri dal Giappone e un rafforzamento del potere imperiale, sentimenti condivisi dallo stesso imperatore Osahito, che in tutto il suo regno non volle mai incontrare uno straniero, al grido di Onora l'imperatore, espelli i barbari; l'altro, più moderato, sosteneva il traballante governo shogunale e voleva avviare una timida apertura alle tendenze occidentali per rendere più saldo il potere dello shōgun e non cedere passivamente alle richieste straniere.
Fu infatti in quest'ottica che l'ultimo shōgun, Tokugawa Yoshinobu, cercò di ammodernare il paese con la creazione di un esercito e una marina moderna, chiamando consiglieri militari europei per istruire gli effettivi nipponici. Proprio in questo periodo, il 30 gennaio 1867, l'imperatore morì di vaiolo, lasciando il titolo imperiale al figlio quindicenne che, come di consuetudine, assunse il titolo onorifico di Meiji, tradotto in "governo illuminato".

### La guerra Boshin e la restaurazione Meiji

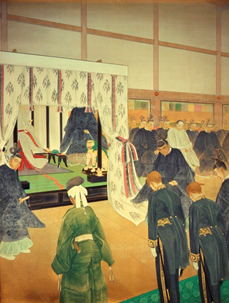
Ricevimento di Dirk de Graeff van Polsbroek e Léon Roches all'imperatore Meiji.

Il giovanissimo imperatore cercò subito di isolare lo shōgun per rafforzare la sua autorità, alleandosi con le forze ostili ai Tokugawa, costituite dalle truppe dei daimyō dei feudi di Chōshū, Satsuma, Tosa e Hizen. Il risultato di questa alleanza fu, nel novembre 1867, la rinuncia di Yoshinobu allo shogunato e la convocazione di un'assemblea di daimyō per discutere la nuova forma di governo da dare al Giappone. Di questo vuoto istituzionale approfittò l'imperatore che, spalleggiato dai suoi alleati, il 4 gennaio 1868, dopo che il giorno prima le truppe di Chōshū e Satsuma avevano occupato il palazzo imperiale di Kyoto, dichiarò la piena restaurazione dell'autorità imperiale, abolendo formalmente il titolo di shōgun, dietro pressione del suo maggior alleato, Saigō Takamori, samurai di medio rango di Satsuma. Era l'inizio della cosiddetta "restaurazione Meiji", il periodo nel quale l'impero del Sol Levante si sarebbe modernizzato per mettersi alla pari con l'Occidente europeo.
Ma Tokugawa Yoshinobu non si arrese così facilmente. Il 17 gennaio, non riconoscendo l'abolizione della carica shogunale, chiese all'imperatore di rescinderla. Al rifiuto imperiale, decise di raccogliere un esercito a Osaka e di marciare contro Kyoto, dando inizio alla guerra Boshin. L'ex-shōgun, però, venne fermato lungo la strada dagli eserciti congiunti di Chōshū e Satsuma nelle battaglie di Toba e Fushimi, costringendolo a ritirarsi a Edo (poi Tokyo). Saigō Takamori circondò allora la città e la costrinse alla resa in maggio, mentre anche le potenze occidentali riconoscevano il nuovo governo imperiale. Con questo ultimo atto si concluse la guerra civile che aveva insanguinato il paese per un anno, sebbene ci fossero ancora delle resistenze filo-shogunali nelle isole del Giappone settentrionale. Tokugawa Yoshinobu venne dunque messo agli arresti domiciliari e privato di tutti i suoi titoli, beni e proprietà, anche se successivamente fu rimesso in libertà quando ci si accorse che non nutriva più mire politiche.
Il 23 marzo 1868, l'imperatore Meiji ricevette a Edo il diplomatico olandese Dirk de Graeff van Polsbroek e il diplomatico francese Léon Roches come primi inviati europei nella storia giapponese. Questo evento gettò le basi per la moderna diplomazia olandese in Giappone. De Graeff van Polsbroek consigliò quindi l'imperatore e il governo nelle trattative con i rappresentanti delle maggiori potenze europee.
Nel frattempo, l'imperatore aveva pronunciato un giuramento con il quale fissava le linee guida della futura politica nipponica. Venne infatti promessa la creazione di un'assemblea nazionale, l'abbandono delle usanze più retrive e l'adozione di riforme politiche ed economico-sociali prese a prestito dall'esempio straniero. A conferma di questo giuramento, l'imperatore trasferì la sua corte da Kyoto a Edo, che divenne la nuova capitale del Giappone con il nome di Tokyo.

### Politiche di rinnovamento e imperialismo estero
Nel 1869, i daimyō di Satsuma, Chōshū, Tosa e Hizen rimisero nelle mani dell'imperatore i propri beni e diritti, dando inizio al processo di smantellamento del sistema feudale, che nel 1871, con decreto imperiale, fu definitivamente abolito. Al suo posto, fu creata una nuova amministrazione locale, basata su governatorati, affidati direttamente dall'imperatore ai vecchi signori feudali, ora convertiti in funzionari statali, e prefetture, definite geograficamente. Il decreto stabiliva anche la liberazione delle caste soggette a discriminazione (Eta Hinin), che erano escluse dalla società giapponese, costituita in quattro classi: samurai, agricoltori, artigiani e mercanti.
Per quanto riguarda il campo religioso, nel 1868 venne abolito il buddhismo e lo scintoismo divenne religione di Stato, concedendo però al paese la libertà di religione, in una più ampia riforma religiosa che culminò nella costruzione e consacrazione del santuario Yasukuni del 1869, a commemorazione delle vittime della guerra Boshin.
Subito dopo, gli statisti del periodo Meiji decisero di dare avvio alla formazione di un moderno ed efficiente esercito nazionale, al fine di poter attuare una politica di potenza in campo estero. Nel 1872, infatti, il generale Yamagata Aritomo, artefice del nuovo esercito nipponico, emise un'ordinanza con cui veniva istituito il sistema di coscrizione obbligatoria che, unita a quella che vietava ai samurai di portare la spada, colpiva fortemente i privilegi della casta militare. Anche l'istruzione fu particolarmente curata dal governo imperiale. Nello stesso anno, fu varata una legge sull'istruzione obbligatoria che istituiva il ministero dell'educazione nazionale e suddivideva il paese in otto circoscrizioni scolastiche, ciascuna con un'università, trentadue scuole secondarie e centinaia di istituti primari. Il regime si occupò anche del sistema di informazione nazionale, emanando nel 1875 una legge sulla stampa che imponeva la registrazione di proprietario, direttore e tipografo dei giornali e la firma su tutti gli articoli, senza l'utilizzo di pseudonimi. Inoltre, il direttore era responsabile dei commenti diffamatori, prese in giro o anche critiche verso l'operato governativo. Molti riguardi furono dati ai sistemi di comunicazione, con l'inaugurazione, il 12 giugno 1872, della prima ferrovia nipponica, che collegava Tokyo a Yokohama.
In campo economico il governo centrale incominciò con la modernizzazione dell'agricoltura, grazie all'introduzione delle macchine e dei prodotti provenienti dall'Occidente, e alla rivisitazione dell'imposta sul sistema fondiario con la compilazione di un moderno ed efficiente catasto. Nel 1871, fu emanata una legge finanziaria che sostituiva il complesso sistema monetale dell'epoca Tokugawa con una nuova monetazione su base decimale, basata sullo yen, mentre nel 1873 il governo riformò il sistema fiscale, con la modifica della tassa fondiaria, calcolata sulla quantità di riso prodotta o sul suo equivalente in denaro, introducendo al contempo un'altra tassazione fondiaria basata sull'assegnazione di certificati di proprietà da parte del governo, che consentirono il passaggio alla proprietà privata della terra. Poi, nel 1880, quando lo Stato avviò una politica di deflazione, il ministro delle finanze Masayoshi Matsukata continuò nell'aumento delle proprietà imperiali, imponendo tasse gravose ai piccoli proprietari, mentre i grandi latifondisti chiesero canoni sempre più alti ai loro affittuari. Di conseguenza, circa 368.000 contadini persero la loro terra.
Maggiori energie vennero date alla politica industriale nipponica, in modo da evitare che l'economia nazionale fosse preda di speculazioni da parte degli europei. Per questo, dopo l'abrogazione dei "trattati ineguali" e delle tariffe protezionistiche, fu dato molto peso all'esportazione verso l'estero, mentre nel paese si formò il primo nascente capitalismo, grazie anche alla partecipazione statale nella formazione e nella creazione di nuove industrie e grandi gruppi finanziari, ceduti nel 1881 a investitori privati. Inoltre, per meglio garantire al governo centrale il mantenimento dei prestiti esteri, il ministro Matsukata decise di istituire, nel 1882, la prima Banca centrale del Giappone. Successivamente, si adottò una politica di isolamento economico, con la limitazione dei prestiti stranieri e il pagamento di quelli ricevuti. Questa politica economica, se da un lato favorì la crescita industriale del Paese, dall'altro incrementò la miseria delle classi lavoratrici, che dovevano accontentarsi di bassi salari, nessuna tutela sindacale, violenze nell'assunzione e pessime condizioni di vita. Tutto questo diede inizio ai primi scioperi e manifestazioni sindacali della storia del Giappone, come quella dei minatori di Takashima del 1872, duramente represse.
Un ostacolo serio per la riforme Meiji fu, nel 1877, la rivolta di Saigō Takamori e dei suoi samurai, che segnò il culmine dell'opposizione feudale al potere dell'imperatore. Infatti, la casta dei samurai, delusa dall'operato del governo centrale e irritata dalla perdita dei propri privilegi, persuase il vecchio alleato dell'imperatore a guidare la rivolta, nota come ribellione di Satsuma, repressa entro pochi mesi dall'esercito regolare. Lo stesso Takamori, sconfitto in battaglia nel settembre 1877, si uccise secondo il codice dei samurai, il seppuku.
Occorreva adesso dare un più stabile assetto istituzionale allo Stato, governato ancora da un'oligarchia militare che spesso, a dispetto delle riforme adottate, abusava del suo potere e creava malcontento. Un primo passo fu fatto nel 1879, quando in tutto il Giappone vennero convocate assemblee provinciali, elette su base censitaria e deliberanti sui bilanci locali. Era un primo timido tentativo di coinvolgere la popolazione nella gestione della cosa pubblica. Subito dopo, nel 1881, l'imperatore si impegnò solennemente a concedere, entro dieci anni, una moderna Costituzione e un sistema parlamentare. A questo scopo, vennero inviati all'estero alti funzionari dell'apparato statale nipponico per meglio studiare i modelli costituzionali europei e vedere quale meglio si applicasse alle necessità del Giappone. Frattanto, vennero introdotte significative riforme all'interno dell'esecutivo, con l'istituzione, nel 1885, della carica di primo ministro, che Meiji affidò, il 22 dicembre dello stesso anno, a Itō Hirobumi, mentre nel 1888 venne creato un consiglio privato dipendente direttamente dall'imperatore. Infine, l'11 febbraio 1889, fu promulgata la nuova costituzione, basata sul modello imperiale tedesco, che riconosceva all'imperatore un potere assoluto e il ruolo di comandante in capo delle forze armate, l'istituzione di un Parlamento bicamerale, detto Dieta nazionale, con una Camera dei rappresentanti, eletta su base censitaria, e una Camera dei consiglieri, i cui membri erano di nomina imperiale, con poteri molto limitati e un governo responsabile solo di fronte al sovrano. Nel 1890, si svolsero nel paese le prime elezioni politiche su base censitaria, mentre quello stesso anno l'imperatore, sotto la pressione degli elementi tradizionalisti della corte, emanò l'editto sull'educazione, con il quale richiamò ai valori tradizionali della cultura, della società e della famiglia giapponesi.
La politica estera del Giappone di quel periodo fu totalmente diversa da quella proseguita dallo shogunato. Al posto dell'isolamento internazionale, il nuovo governo decise di attuare, oltre all'apertura con l'Occidente, una politica imperialista che rendesse il paese alla pari delle potenze europee e fosse predominante nel sud-est asiatico. Grazie all'istituzione di un forte esercito e di una marina da guerra efficiente, il Giappone incominciò la sua espansione nell'area. Nel 1874, infatti, venne inviata una spedizione navale contro l'isola di Formosa, per ritorsione contro gli atti ostili nei confronti di marinai e bastimenti giapponesi. Il governo cinese, di cui l'isola era tributaria, negò ogni responsabilità e si impegnò a pagare un'indennità. Analogo atto di forza si fece nei confronti della Corea, dove le legazioni giapponesi erano trattate in modo umiliante, che nel 1876 firmò con il governo di Tokyo il trattato di Kang-hwa, con il quale ai giapponesi era concesso il porto di Busan. Nel 1882, sempre a causa di tumulti contro l'ambasciata giapponese a Seul, l'esercito giapponese si scontrò con le truppe coreane. Per questo incidente, il Giappone impose alla Corea un nuovo trattato e richiese una forte indennità. Ma durante il suo regno, due furono le guerre significative che segnarono l'inizio dell'espansionismo giapponese: una contro la Cina (1894-1895), che venne sconfitta e fu costretta a cedere, tra l'altro, Formosa e le isole Pescadores, e a riconoscere l'indipendenza della Corea, oltre che a pagare ingentissime riparazioni, e l'altra contro l'impero russo (1904-1905), la cui flotta venne distrutta nella battaglia di Tsushima. Con il trattato di Portsmouth, il Giappone ottenne dalla Russia la parte meridionale dell'isola di Sachalin e il protettorato sulla Manciuria e sulla Corea, annessa formalmente nel 1910. Al contempo, il governo nipponico revisionò con le potenze occidentali i "trattati ineguali" imposti dal 1858, eliminando il diritto di extraterritorialità e le tariffe preferenziali.

### Morte
Affetto da diabete, nefriti e gastroenterite, morì a causa di un'uremia all'età di 59 anni. Sebbene il decesso sia stato ufficializzato alle ore 00:42 del 30 luglio 1912, la morte vera e propria avvenne alle ore 22:40 del 29 luglio 1912. Alla sua morte, in tutto il paese, ci furono espressioni di profondo cordoglio, tanto che a Tokyo fu eretto in suo onore un tempio scintoista, il santuario Meiji. Il giorno del suo funerale, il 13 settembre, il generale Nogi Maresuke reagì idealizzando la tradizione samurai del junshi, seguire il proprio signore anche nella morte compiendo seppuku. Persino sua moglie Shizuko si uccise per seguire il sovrano. Il junshi era stato bandito da qualche tempo e alcuni giudicarono anacronistico il gesto di Nogi, ma in sostanza l'opinione pubblica fu commossa da tale espressione dello spirito samurai.

## Vita privata
Si sposò l'11 gennaio 1869 con l'imperatrice Shōken, appartenente al clan Fujiwara, da cui non ebbe figli, in quanto la consorte era sterile. Come era consuetudine, il sovrano nipponico disponeva di numerose concubine, dalle quali ebbe molti figli, tra cui Yoshihito, suo successore come imperatore Taishō, figlio della dama di corte Yanagiwara Naruko, il quale, secondo la tradizione, venne indicato come figlio di Shoken.

## Goshinei

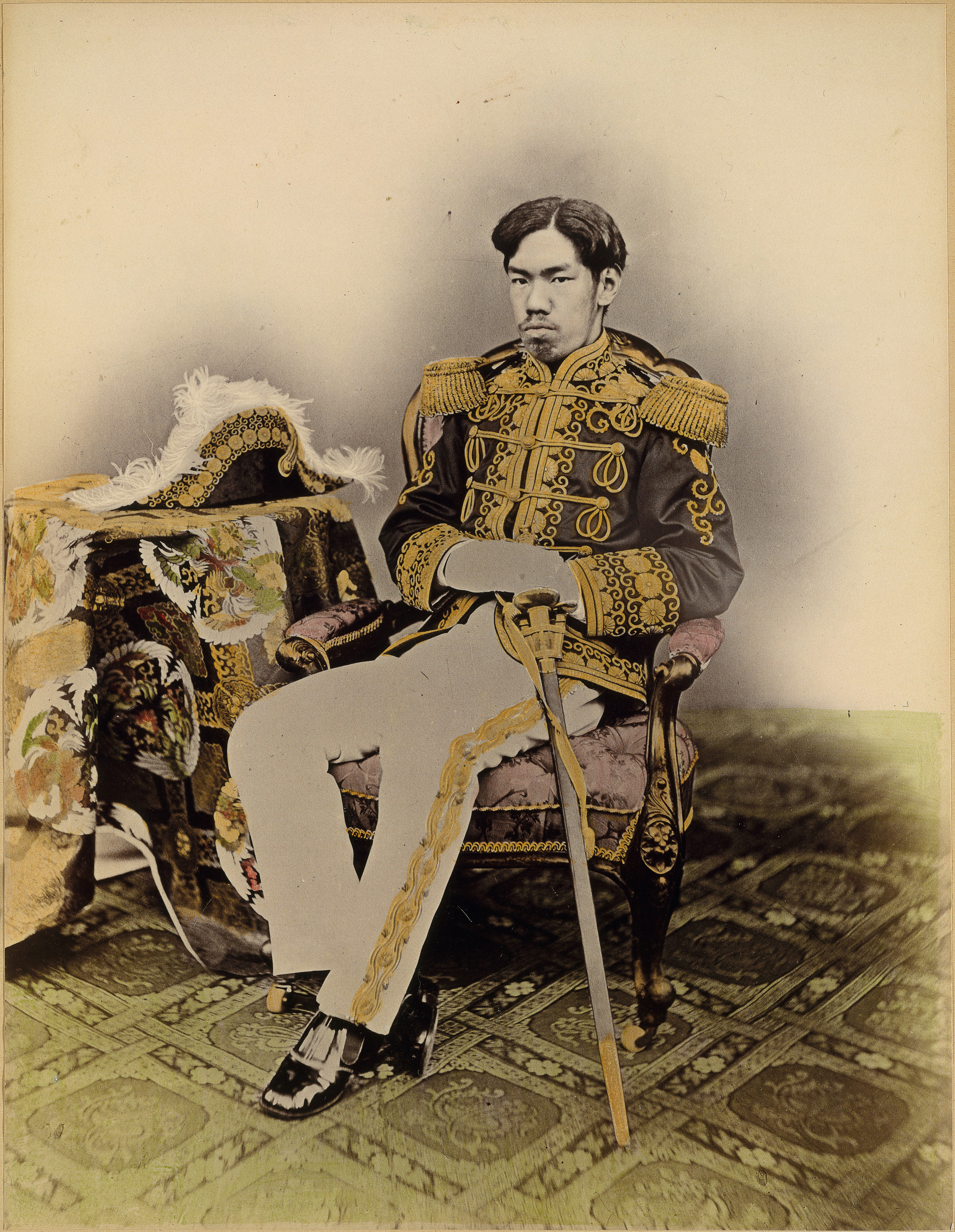
Foto base per il Goshinei. Realizzata dal fotografo di corte Uchida Kuichi per motivi diplomatici nel 1873.

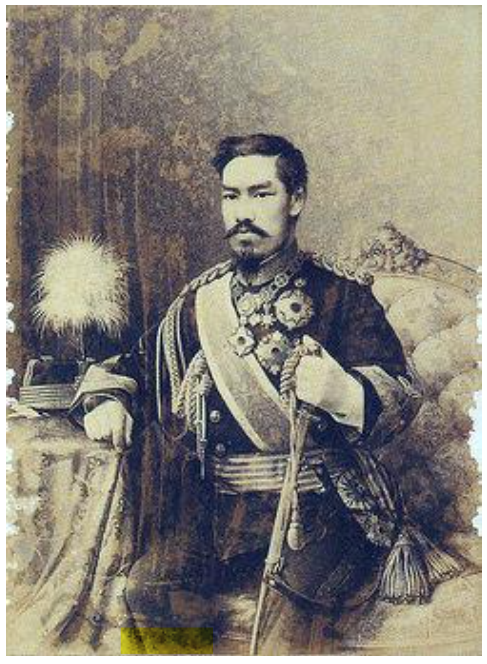
Collage di tecniche: disegno di Edoardo Chiossone e foto di Uchida Kuichi.

Il ritratto imperiale, Goshinei (御真影, ごしんえい), fu concepito nel gennaio 1888. L'imperatore Mutsuhito era restio a farsi fotografare, così si decise che il ritratto sarebbe stato un collage di tecniche realizzate dall'artista Edoardo Chiossone ed il fotografo Maruki Riyou: per creare una base per il ritratto Chiossone realizzò uno schizzo del volto dell'imperatore, poi si fece fotografare in divisa militare e aiutandosi con la foto completò lo schizzo. Usando questa base, realizzò il ritratto e successivamente Maruki Riyou, uno dei fotografi più celebri, eseguì la fotografia dell'immagine.
Scrisse Chiossone al cognato Giambattista Leilla:
La trasformazione fisica del sovrano fu stupefacente: egli familiarizzò con lo stile occidentale, lo si vede anche dalla postura. Infatti, il corpo è eretto sulla sedia, non più appoggiato sullo schienale, trasmettendo un'immagine di autorevolezza e dignità, così come i ritratti europei del periodo. 
Fu questo il momento in cui ci si rese conto della "forza persuasiva del ritratto", decidendo dunque di diffonderlo anche nelle classi più basse della società.

## Nella cultura di massa
- Shichinosuke Nakamura ha interpretato l'imperatore Meiji nel film del 2003, L'ultimo samurai.